# Palacio Klov
El Palacio Klov (en ucraniano: Кловський палац) es la sede de la Corte Suprema de Ucrania en Kiev. El edificio toma su nombre de Klov, un barrio del distrito de Pechersk.
La residencia barroca fue construida entre 1752 y 1756 con fondos proporcionados por el Monasterio de las Cuevas de Kiev. Se esperaba que la familia real rusa se alojara en el palacio durante sus visitas al monasterio, tal como lo habían hecho en un palacio de madera que lo había precedido. Se cree que los arquitectos fueron Gottfried Johann Schädel y Pyotr Neyelov. La construcción real estuvo supervisada por Stepán Kovnir. El salón principal tiene una bóveda decorada con un fresco de 1760. Un jardín formal fue diseñado alrededor del palacio.
Sin embargo, el palacio nunca fue visitado por ningún miembro de la realeza, y no pasó mucho tiempo antes de que se deteriorara. Catalina II de Rusia, que pasó por Kiev en 1787, prefirió el Palacio Mariyinski como su residencia. Fue destruido por un incendio en 1858 y fue reconstruido poco después con la adición de una planta superior y las alas laterales. El palacio se incendió en las secuelas de la Revolución rusa. Se llevó a cabo un proceso de restauración en la década de 1970.